# Parafia Zesłania Ducha Świętego w Parszowie
Parafia pw. Zesłania Ducha Świętego – parafia rzymskokatolicka znajdująca się w Parszowie, wsi w powiecie starachowickim. Administracyjnie należy do dekanatu Starachowice-Północ w diecezji radomskiej.

## Historia
Parszów należał do parafii Wąchock. Prawdopodobnie dla potrzeb katolickiej ludności robotniczej wybudowano w połowie XVIII w. murowaną kaplicę pw. Aniołów Stróżów. W 1837 nową kaplicę w kształcie gwiazdy wybudowali fabrykanci z Parszowa i Mostków. W 1917 była ona remontowana staraniem ks. Edwarda Chrzanowskiego. Potem utworzono przy niej cmentarz grzebalny. Obecnie kaplica ta spełnia rolę przedpogrzebowej. Kościół pw. Zesłania Ducha Świętego zbudowany został według projektu arch. Kazimierza Prokulskiego i Jerzego Bereńcy w 1934 staraniem ks. Józefa Sałka, wikariusza parafii Wąchock, a następnie miejscowego proboszcza. W latach 1972, 1980 i 2007 kościół był remontowany. Bp Jan Kanty Lorek 27 października 1936 erygował z wydzielonych wiosek parafii Wąchock parafię w Parszowie. Prawdopodobnie wkrótce ustalił się tytuł parafii od tytułu nowego kościoła. Kościół jest drewniany, jednonawowy, dach jest kryty blachą ocynkowaną.

## Zasięg parafii
Do parafii należą wierni z miejscowości: Mostki, Parszów.

## Proboszczowie
- 1942–1954 – ks. Stanisław Zak
- 1954–1962 – ks. Władysław Burek
- 1962–1966 – ks. Henryk Nowakowski
- 1967–1973 – ks. Stanisław Bartoszewski
- 1973–1988 – ks. Stanisław Socha
- 1988–1990 – ks. Henryk Żółciak
- 1990–1994 – ks. Jan Szymański
- 1994–2000 – ks. Henryk Wójcik
- 2000–2006 – ks. kan. Bogusław Mleczkowski
- 2006–2025 – ks. Emanuel Kolatorowicz[2]
- od 2025 – ks. Dariusz Szambor